# مجتمع جانوری صنعتی

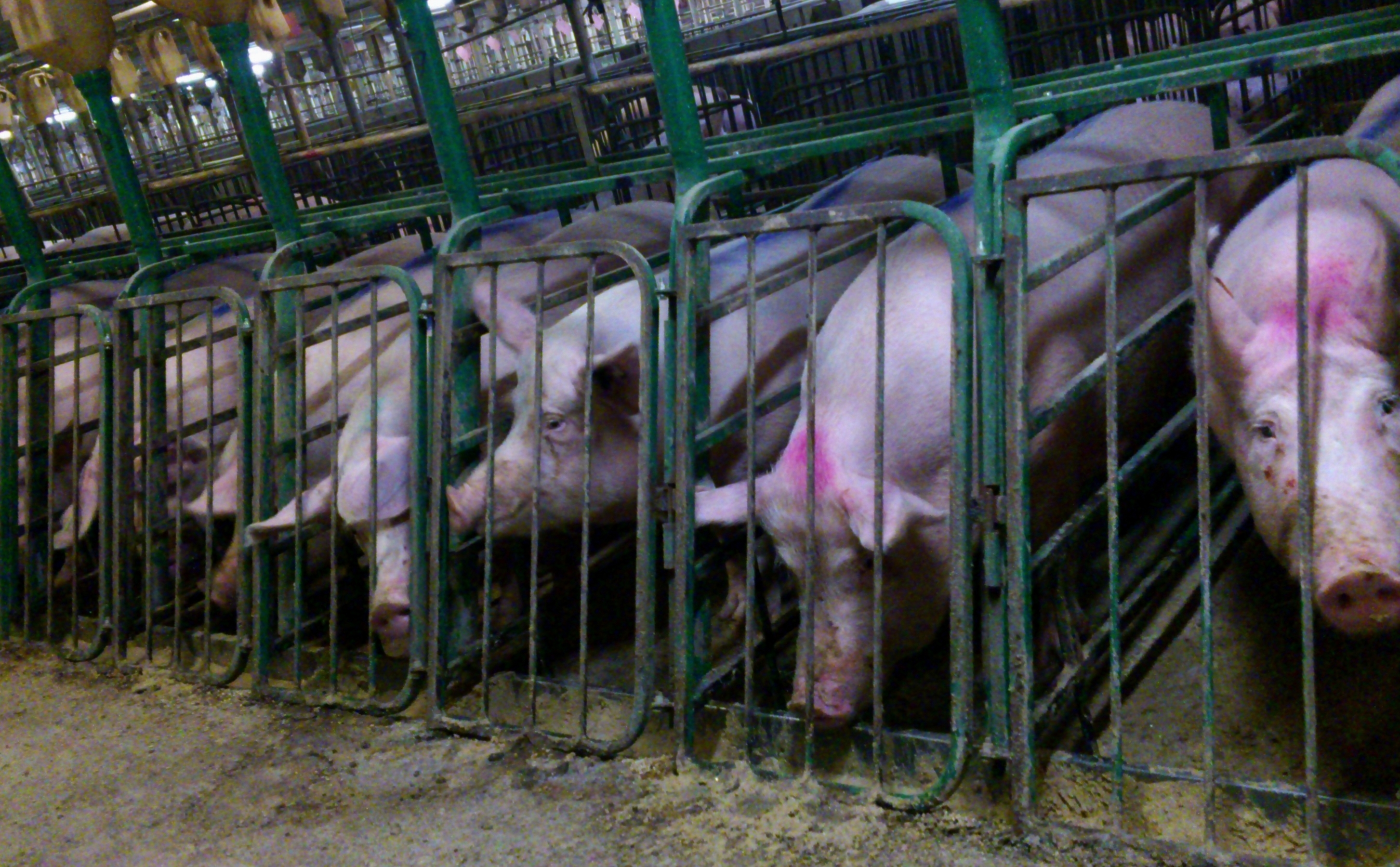
خوک‌هایی که در قفس‌های مخصوص بارداری محبوس شده‌اند. محققانی همچون باربارا نوسکه این فقس‌ها را بخشی از مجتمع جانوری صنعتی می‌دانند. به گفتهٔ نوسکه، حیوانات «به زائده‌های صرف کامپیوترها و ماشین‌ها تبدیل شده‌اند».

مجتمع جانوری صنعتی (به انگلیسی: Animal–industrial complex) مفهومی است که توسط فعالان و محققان برای توصیف آنچه که آنها استثمار سیستماتیک و نهادینه‌شدهٔ جانوران می‌دانند، استفاده می‌شود. این اصطلاح از «مجتمع نظامی صنعتی» که توسط رئیس‌جمهور ایالات متحده، دوایت دی. آیزنهاور، در سال ۱۹۶۱ مطرح شد، اقتباس شده است. طرفداران این اصطلاح ادعا می‌کنند که فعالیت‌هایی که با این اصطلاح توصیف می‌شوند با اعمال فردی حیوان‌آزاری متفاوت هستند، زیرا آنها استثمار نهادینه شدهٔ حیوانات را تشکیل می‌دهند.
استدلال می‌شود که مجتمع جانوری صنعتی شامل هر فعالیت اقتصادی مرتبط با حیوانات، همچون صنایع غذایی (مثلاً گوشت، لبنیات، مرغداری، زنبورداری)، آزمایش جانوران (مثلاً دانشگاهی، صنعتی، حیوانات در فضا)، پزشکی (مثلاً صفرا و سایر محصولات حیوانی)، پوشاک (مثلاً چرم، ابریشم، پشم، خز)، کار و حمل‌ونقل (مثلاً جانوران کار، جانوران نظامی، جانوران کنترل از راه دور)، گردشگری و سرگرمی (مثلاً سیرک، باغ وحش‌ها، ورزش‌های خونین، شکار تروفه، حیوانات نگهداری‌شده در اسارت)، پرورش انتخابی (مثلاً صنعت حیوانات خانگی، تلقیح مصنوعی) و غیره می‌شود.

## تعاریف
عبارت مجتمع جانوری صنعتی توسط باربارا نوسکه، انسان‌شناس فرهنگی و فیلسوف هلندی، در کتاب «انسان‌ها و سایر جانوران» که در سال ۱۹۸۹ منتشر شد، ابداع گردید. او گفت که حیوانات «به زائده‌های صرف کامپیوترها و ماشین‌ها تبدیل شده‌اند». این اصطلاح، شیوه‌ها، سازمان‌ها و به‌طورکلی صنعتی را که حیوانات را به غذا و سایر کالاها تبدیل می‌کند، به مجتمع نظامی صنعتی مرتبط می‌کند.
ریچارد تواین بعدها این تعریف را اصلاح کرد و مجتمع جانوری صنعتی را «مجموعه‌ای تا حدودی مبهم و چندگانه از شبکه‌ها و روابط بین بخش شرکتی (کشاورزی)، دولت‌ها و علوم عمومی و خصوصی» تعریف کرد. او در ادامه گفت که «این مفهوم ابعاد اقتصادی، فرهنگی، اجتماعی و عاطفی، طیف گسترده‌ای از شیوه‌ها، فناوری‌ها، تصاویر، هویت‌ها و بازارها را در بر می‌گیرد». تواین همچنین همپوشانی بین مجتمع جانوری صنعتی و سایر مجتمع‌های صنعتی، مانند مجتمع صنعتی زندانی، مجتمع صنعتی سرگرمی و مجتمع صنعتی دارویی را مورد بحث قرار می‌دهد. دیوید نایبرت، جامعه‌شناس، مجتمع جانوری صنعتی را به عنوان «یک شبکهٔ عظیم شامل تولیدکنندگان غلات، دامداری‌ها، کشتارگاه‌ها و شرکت‌های بسته‌بندی، رستوران‌های فست‌فود و زنجیره‌ای و دولت» تعریف می‌کند که به ادعای او «ریشه‌های عمیقی در تاریخ جهان دارد».
به گفتهٔ تواین، مجتمع جانوری صنعتی اساساً به مارپیچ سه‌گانهٔ سیستم‌های تأثیرگذار و قدرتمندی اشاره دارد که سیستم‌های دانش در مورد تولید گوشت را کنترل می‌کنند، یعنی دولت، حوزهٔ شرکت‌ها و دانشگاه.